# 塞金召·伯里拉火山
塞金召火山是一座印度尼西亞蘇門答臘楠榜省的火山，該火山由2座破火山口組成，分別為寬2（1.2英里）的伯里拉火山口（Belirang），以及寬2.5（1.6英里）的巴拉克火山口（Balak）。主峰峰頂處有一寬300（980英尺）的火山口，山腳下另有火山噴氣孔。